# Vicki Richter
Vicki Richter (San Francisco, California; 1 de junio de 1977) es una ex actriz pornográfica y directora transexual estadounidense.

## Biografía
Vicki Richter nació en San Francisco (California) el 1 de junio de 1977. Tras pasar por el quirófano en el año 2000 para una cirugía plástica, comenzó su carrera como actriz transexual en 2001 en sitios web como Bob's TGirls, Shemaleyum y Franks Tgirls. Su primera película como protagonista fue Transsexual Beauty Queens 15.
En 2005 ganó el Premio AVN a la Artista transexual del año, consiguiendo sendas nominaciones en las ediciones de 2006, 2008 y 2009. Ese mismo año obtuvo el premio a la Mejor actriz transexual en los Tranny Awards. Entre 2006 y 2008, compaginó su labor de actriz con la de directora. 
Se retiró del mundo del porno poco después de recibir el galardón de 2009, rodando hasta entonces en algo más de 70 películas y dirigiendo hasta 8 películas.
Algunas películas de su filmografía son Brazen Shemales 1, How To Please A She-Male, Big Ass She Male Road Trip 9, Transsexual Beauty Queens 15 o Joanna Jet's Shemale Jet-Set 6.

## Premios y nominaciones
| Año  | Ceremonia     | Resultado | Premio                     | Trabajo |
| ---- | ------------- | --------- | -------------------------- | ------- |
| 2005 | Premios AVN   | Ganadora  | Artista transexual del año | —       |
| 2006 | Premios AVN   | Nominada  | Artista transexual del año | —       |
| 2008 | Premios AVN   | Nominada  | Artista transexual del año | —       |
| 2009 | Premios AVN   | Nominada  | Artista transexual del año | —       |
| 2009 | Tranny Awards | Ganadora  | Mejor actriz transexual    | —       |